# Sabanejewia caspia
Sabanejewia caspia és una espècie de peix de la família dels cobítids i de l'ordre dels cipriniformes.

## Morfologia
- Els mascles poden assolir 6,5 cm de llargària total.[5]

## Hàbitat
Viu en zones de clima temperat entre 10 °C - 25 °C de temperatura.

## Distribució geogràfica
Es troba a la conca de la mar Càspia: entre el riu Kura (Geòrgia) i Babul (Iran).